# The Overlanders
The Overlanders was een Engelse popgroep uit de jaren zestig van de twintigste eeuw. De groep is het schoolvoorbeeld van een eendagsvlieg: op 29 januari 1966 bereikte ze de eerste plaats in de UK Singles Chart (de Britse hitparade) met een coverversie van Michelle van The Beatles (een liedje van het album Rubber Soul). Drie weken lang bleef deze single op de eerste plaats staan. Even leek de groep immens populair, maar alle volgende platen flopten.

## Samenstelling
De groep was oorspronkelijk een trio, bestaande uit:
- Paul Arnold, gitaar en zang
- Peter Bartholomew, gitaar en zang
- Laurie Mason, piano en zang

In 1965 werd de groep uitgebreid met:
- David Walsh, drums
- Tony Widlake, basgitaar

In 1966 en 1967 wisselde de samenstelling van de groep nogal eens.

## Carrière
De groep speelde oorspronkelijk folkmuziek. The Kingston Trio was een belangrijke inspiratiebron; The Overlanders speelden ook covers van deze Amerikaanse groep. Later, toen een basgitarist en een drummer tot de groep waren toegetreden, raakte ze ook beïnvloed door de Merseybeat, vooral door The Searchers. The Overlanders hadden ook dezelfde producer als The Searchers: Tony Hatch.
De groep had in 1964, nog als trio, met Yesterday’s Gone een klein hitje in de Verenigde Staten (75 in de Billboard Hot 100). Maar de enige echte hit was Michelle, dat op 29 januari 1966 Keep on running van The Spencer Davis Group van de eerste plaats in de UK Singles Chart verdreef en drie weken aan de top bleef. In Nederland was de plaat ook bezig aan een opmars in de hitparade, toen Parlophone in allerijl de versie van The Beatles zelf als single uitbracht. Op 12 februari 1966 bereikte Michelle zowel in de Veronica Top 40 als in de Parool Top 20 de eerste plaats, waar het nummer vijf weken bleef. In de Top 40 werden de verkopen van de singles van The Beatles en The Overlanders bij elkaar opgeteld. In de Parool Top 20 stond alleen de versie van The Beatles op de eerste plaats; die van The Overlanders was op dat moment al na één week notering verdwenen uit de lijst. Ook in andere Europese landen was de versie van The Overlanders een succes; ook in Noorwegen werd ze een nummer 1-hit.
Voor The Overlanders bleef het bij deze ene hit. Alle volgende platen flopten. In oktober 1967 werd de groep ontbonden. In de jaren zeventig van de twintigste eeuw trad Paul Arnold nog een tijdlang op met een band met de naam The New Overlanders.

## Discografie (een kleine selectie)
- Michelle / Cradle Of Love (december 1965, single, Pye 7N 17034)
- Michelle:
  - Michelle / Call of the Wild / The Leaves Are Falling / Freight Train / Gone the Rainbow / Summer Skies and Golden Sands / Don’t It Make You Feel Good / January / Take the Bucket to the Well / Walking the Soles off My Shoes / Room Enough for You and Me / Yesterday’s Gone (februari 1966, lp, Pye NPL 18138)
- Michelle - The Pye Anthology:
  - Summer Skies and Golden Sands / Call of the Wild / Movin’ / Rainbow / Yesterday’s Gone / Gone the Rainbow / Don’t It Make You Feel Good / Sing a Song of Sadness / If I Gave You / I Wonder Why / The Leaves Are Falling / Delia’s Gone / Along Came Jones / Walking the Soles off My Shoes / Freight Train / Take the Bucket to the Well / Room Enough for You and Me / Bryant / Michelle / Cradle of Love / My Life / Girl from Indiana / Go Where You Wanna Go / Don’t Let It Happen Again / Anna Marie / This Land / Circle Lines Blues / Love Is Strange / Shanghai Rooster / Have a Drink on Me / Pick a Bale Medley (juli 2001, cd, Castle CMRCD 269)

## Hitnoteringen

### Singles
| Single met eventuele hitnotering(en) in de Nederlandse Top 40 | Datum van verschijnen | Datum van binnenkomst | Hoogste positie | Aantal weken | Opmerkingen                                                                       |
| ------------------------------------------------------------- | --------------------- | --------------------- | --------------- | ------------ | --------------------------------------------------------------------------------- |
| Michelle                                                      | 1965                  | 22-01-1966            | 1(5wk)          | 16           | In de Top 40 samen met The Beatles/ In de Parool Top 20 zonder The Beatles: nr. 4 |

| Single met hitnotering(en) in de Vlaamse Ultratop 50 | Datum van verschijnen | Datum van binnenkomst | Hoogste positie | Aantal weken | Opmerkingen |
| ---------------------------------------------------- | --------------------- | --------------------- | --------------- | ------------ | ----------- |
| Michelle                                             | 1965                  | 05-02-1966            | 8               | 8            |             |